# Snow Island
Snow Island, även Isla Nevada är en helt istäckt ö i Antarktis.
Snow Island ligger 7 kilometer sydost om Livingstonön. Den är 18 kilometer lång och 9 kilometer bred och har en yta på 120,4 km². Snow Island ingår i ögruppen Sydshetlandsöarna. Argentina, Chile och Storbritannien gör anspråk på området. 
Ön var känd av både amerikanska och brittiska säljägare redan år 1820 och namnet har använts i mer än 100 år.